# Vilhelm Carlberg
Gustaf Vilhelm Carlberg (né le 5 avril 1880 à Karlskrona (Suède) et mort le 1er octobre 1970 à Danderyd (Suède), est un tireur sportif suédois, triple champion olympique. Il est le frère jumeau d'Eric Carlberg.

## Palmarès

### Jeux olympiques
- Jeux olympiques d'été de 1908 à Londres (Royaume-Uni) :
  -  Médaille d'argent en petite carabine par équipes.

- Jeux olympiques d'été de 1912 à Stockholm (Suède) :
  -  Médaille d'or en pistolet à 30 m par équipes.
  -  Médaille d'or en petite carabine à 25 m.
  -  Médaille d'or en petite carabine à 25 m par équipes.
  -  Médaille d'argent en pistolet à 50 m par équipes.
  -  Médaille d'argent en petite carabine à 50 m par équipes.

- Jeux olympiques d'été de 1924 à Paris (France) :
  -  Médaille d'argent en pistolet feu rapide à 25 m.

### Jeux intercalés
- Jeux olympiques intercalaires de 1906 à Athènes (Grèce) :
  -  Médaille de bronze en duel de pistolet à 30 m.